# Musée du Désert

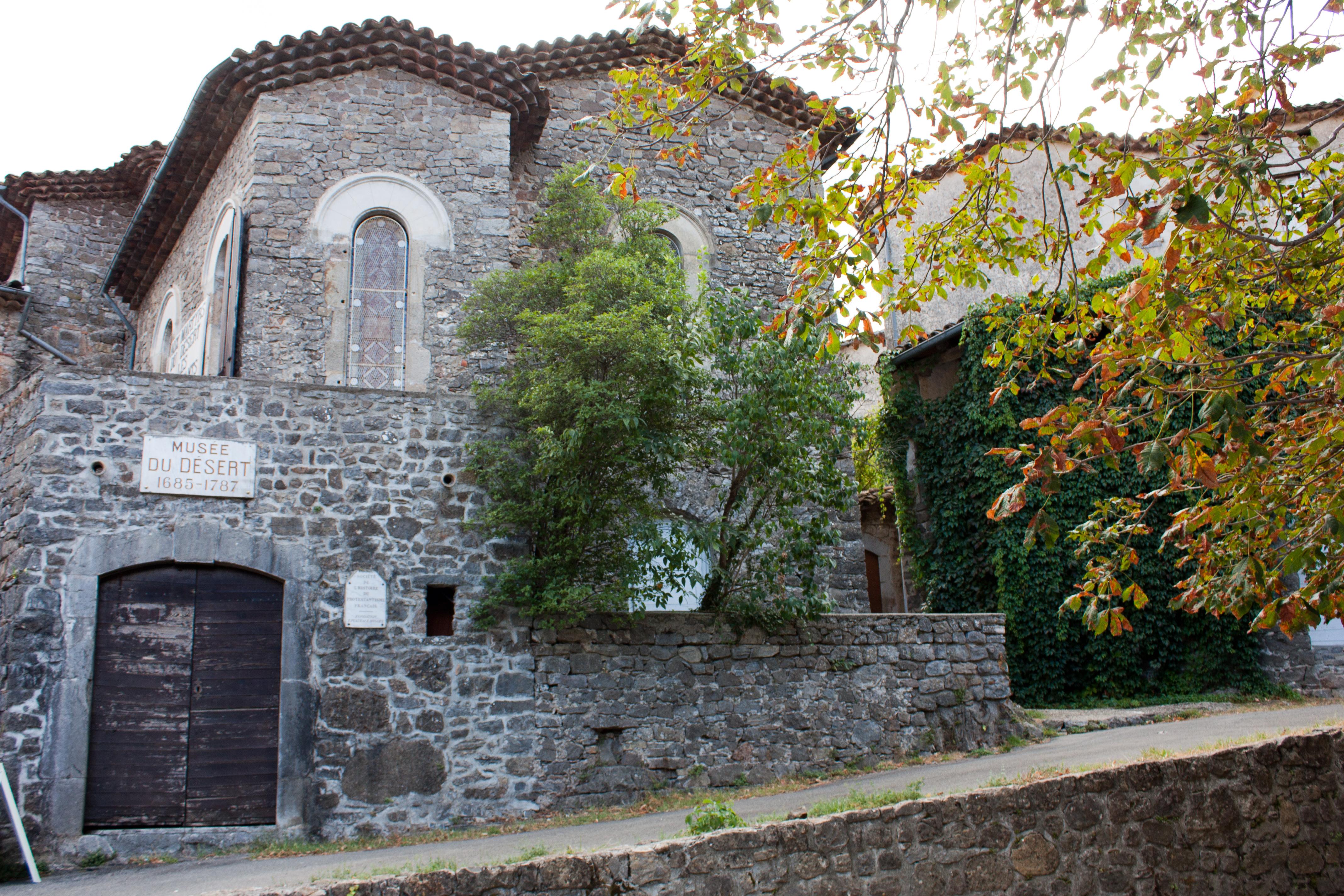
Musée du Désert 1685-1787 der Société de l'histoire du protestantisme français (SHPF)

Das Musée du Désert ist ein Museum zur Geschichte der Hugenotten in Frankreich, insbesondere im Gebiet der Cevennen. 

## Museum

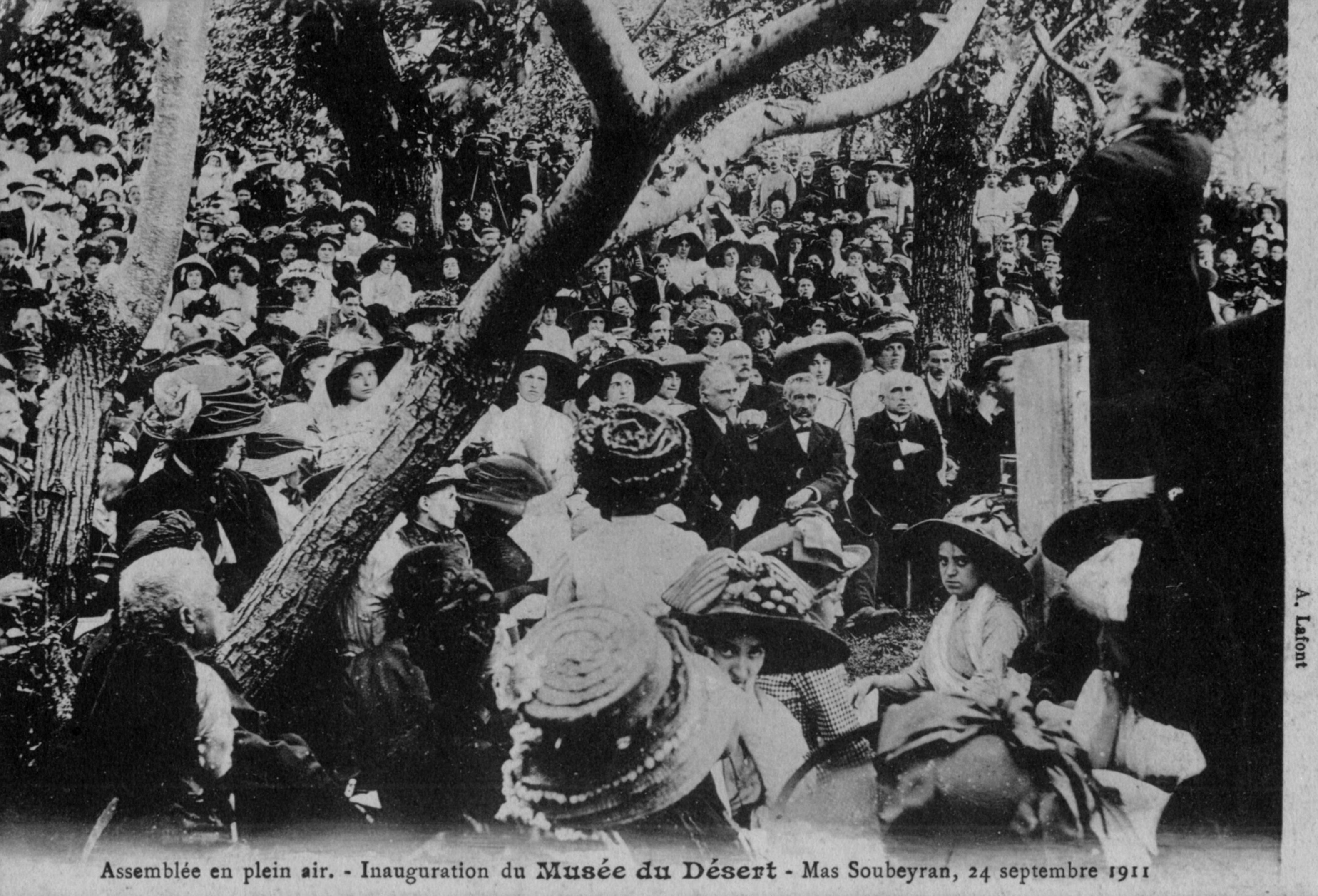
Assemblée du Désert unter freiem Himmel am Museum in Mas Soubeyran, die zum ersten Mal am 24. September 1911 stattfand (Postkarte)

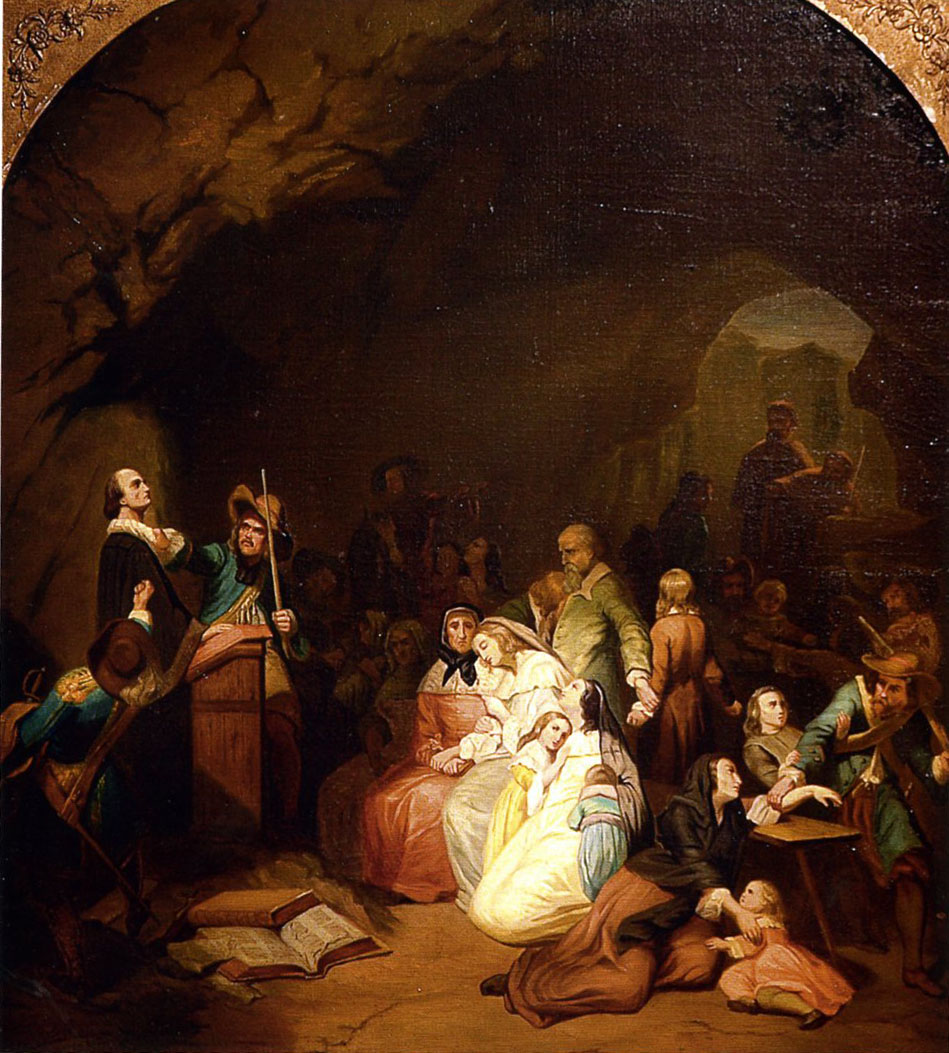
Assemblée de Protestants surprise par des troupes catholiques (Karl Girardet)

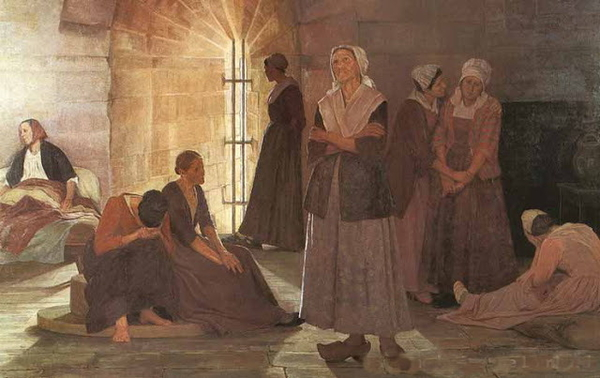
Prisonnières huguenotes à la Tour de Constance (Jeanne Lombard, 1907)

Der Name des Museums bezieht sich auf den Désert, d. h. die Zeit zwischen der Aufhebung des Edikts von Nantes durch das von Fontainebleau  (1685) und dem Toleranzedikt (1787), während dessen der Protestantismus in Frankreich verboten war. Es befindet sich in der okzitanischen Ortschaft Mas Soubeyran in der Gemeinde Mialet im Département Gard, unweit der Städte Alès und Nîmes
Das 1910 gegründete Museum – das Geburtshaus des Kamisardenführers Roland Laporte, genannt Rolland – präsentiert in typischer landschaftlicher Umgebung Dokumente und Artefakte aus jener Zeit. Die Ausstellung informiert über das Leben in der Verfolgung, illegal veranstaltete Gottesdienste, über Galeeren- und Gefängnisstrafen, und auch über den Bürgerkrieg in den Cevennen in den Jahren 1703 bis 1706. Mehrere hundert Dörfer in dem Gebiet wurden unter Ludwig XIV. zerstört.
Das Museum vom 1. März bis zum 30. November geöffnet.

## Assemblée du Désert
Jedes Jahr kommen am ersten Sonntag im Monat September viele tausend Protestanten aus ganz Frankreich, den Nachbarländern, aber auch bis aus Übersee zum Museum zur Assemblée du Désert, einer Versammlung die zum ersten Mal am 24. September 1911 stattfand. Nach der morgendlichen Kommunion ist der Nachmittag mit Podiumsdiskussionen zu verschiedenen Themen gefüllt, abhängig vom Jahr, und erinnert häufig an ein Ereignis oder eine Person. 2009 war beispielsweise das Thema der 500. Geburtstag von Jean Calvin, 2010 der 250. Todestag von Antoine Court.
Der Tag endet traditionell mit der Hymne La Cévenole (1885).

## Publikationen des Museums (Auswahl)
- Vingt complaintes sur les prédicants des Cévennes martyrisés au XVIIIe siècle. (Einführung von M. Verseils). 1932.
- Gaston Tournier: Les galères de France et les galériens protestants des XVIIe et XVIIIe siècles. 3 Bände. 1943–1949.
- André Ducasse: La guerre des camisards 1702–1704. 1952.
- Sabine Malplach: Lucrèce de Salgas. Contes du désert de France. 1956
- Samuel Mours: Les galeriens protestants (1683–1775). 2. Auflage. 1986.